# Costalambrus tommasii
Costalambrus tommasii is een krabbensoort uit de familie van de Parthenopidae. De wetenschappelijke naam van de soort is voor het eerst geldig gepubliceerd in 1959 door Rodrigues da Costa.